# Can Magarola (Lliçà de Vall)
Can Magarola, antigament coneguda com a Mas Prat, és una masia de Lliçà de Vall (Vallès Oriental). Actualment és de propietat municipal.

## Història
La primera notícia és del 1325, quan Pere de Prat, procurador de Lliçà d'Avall, i la seva muller Gaia van fer donació del Mas Prat Serrador, en domini directe del monestir de Sant Cugat del Vallès, al seu Pere en ocasió del seu casament amb Guillema, filla de Ramon del Coll.
El 1642, Miquel Joan de Magarola i Famades (1548-1643) va comprar el mas a Cristòfol Prat i Serrador. Va passar successivament en herència a Jeroni de Magarola i Grau, que el 1707 va rebre el títol de comte dels Quadrells de mans de l'arxiduc Carles, Josep Magí de Magarola i de Gualbes, Anton de Magarola i de Sentmenat (1690-1765), Josep Magí de Magarola i de Clariana (1717-1808), Antoni de Magarola i d'Ardena (1764-1835), i finalment, a Víctor de Magarola i de Bru (1831-1897), que el 1866 vengué la masia i les seves terres al comerciant Jaume Rius i Lladó per 8.000 lliures.
El 1996, va ser adquirida per l'Ajuntament de Lliçà de Vall, que la va fer rehabilitar segons el projecte de l'arquitecte Jordi Fargas i Soler. Posteriorment, s'ha convertit en el Centre Cívic Can Magarola i acull també la regidoria de Cultura i de Participació ciutadana.

## Descripció
Es troba en una esplanada vora el torrent de Magarola, i s'hi arriba pel camí de can Magarola, que actualment forma part, com a passeig Magarola, del teixit urbà de la urbanització de la Miranda del Vallès. Comença just en el punt termenal amb Parets, a la Casilla, on ara coincideix amb la carretera de Granollers a Sabadell i travessa el camí Ral.
El seu aspecte actual és el d'una masia dels segles xvi-xviii, per bé que molt restaurada. Es tracta d'un edifici de planta rectangular (planta baixa, pis, i golfes), al qual s'adossava pel cantó oest un cos de dues plantes. La coberta era de dues aigües, amb el carener perpendicular a la façana principal (orientada al Sud) i formada per una estructura de bigues de fusta, llates per canal i teules. L'accés és precedit per un barri tancat que s'alinea amb la façana lateral de l'est, la qual presenta en l'angle nord est una torre de planta circular, acabada amb cúpula. Té petites obertures en forma d'espitlleres, que fa pensar que fou afegida als segles xvi-xvii, moment d'auge del bandolerisme.
La façana principal, encarada vers migdia, s'ordena en base a tres eixos verticals d'obbertures. Al central, hi ha un portal adovellat de mig punt, i a sobre, una finestra geminada amb una columneta i un fris de rosetes en el capitell festejadors a l'interior. Al costat esquerre hi ha una finestra d'arc conopial decorat amb calats i impostes amb roses en relleu. Ambdós finestrals s'hi devien introduir en reformes fetes a principis del segle xx, i a la resta de façanes, les obertures han estat refetes i modificades recentment, amb una disposició molt regular. El parament és de pedra, actualment arrebossat en tots els murs.
La distribució interior de la casa, rehabilitada com a centre cívic, responia a la masia tradicional basilical, amb tres crugies paral·leles i contigües: a la central, en planta baixa, se situava l'entrada amb el cos de l'escala al fons; en planta pis, la sala principal; i al damunt, les golfes. A les crugies laterals s'ubicaven la resta de dependències: a la planta baixa, cuina, menjador, celler, etc; i als dormitoris a la planta alta. Als sostres, s'ha conservat l'embigat de fusta, i també és interessant la columna del mateix material que sosté una biga en un dels magatzems de la planta baixa, així com també un arc diafragma de mig punt en una de les sales del costat oest.
L'era està situada al costat sud-est de la masia, formant part de l'espai verd a l'entorn. Amb el terra encaironat i la lliça del vol baixa, construïda de pedra coronada amb totxo a plec de llibre. Actualment, és una pista de bàsquet, amb una cistella a cada punta. Les vinyes de Can Magarola arribaven fins al límit de la propietat amb Can Gordi.